# John F. Cox
John F. Cox es un abogado, político, y alcalde estadounidense quién sirvió como miembro de la Cámara de Representantes de Massachusetts y como alcalde de Lowell (Massachusetts).

## Primeros años
Cox nació el 27 de julio de 1955 en Lowell por John E. Y Arlene M. Cox. Su padre era un vendedor de seguros con quién sirvió. Se graduó del Instituto Lowell en 1973 y siguió para ganar un grado de licenciatura en ciencia política de Salem Universidad Estatal en 1977 y un grado de leyes de la Escuela de Leyes de Nueva Inglaterra en 1980. Cox sirvió como un abogado ayudante de distrito de Middlesex por un año antes de abrir su propia práctica de leyes en Lowell.

## Representante estatal
En 1982, Cox fue elegido a la Cámara de Representantes de Massachusetts, derrotando a Nikolas Lambros en las primarias del Partido Demócrata. Él continuaría para servir en un total de seis mandatos.
En 1994, Cox fue multado por $1,750 por la Comisión Estatal de Ética por aceptar comidas gratis y otras propinas de cabilderos en violación de las reglas de conflictos de interés.

## Alcalde
En 2000, Cox fue nombrado alcalde de Lowell. Tuvo cierto éxito como alcalde, pero su estilo chocó con el del ayuntamiento. En abril de 2006, los concejales se reunieron con Cox para informarle que la mayoría del consejo quería que renunciara. Ese mismo mes anunció su renuncia.